# Nathalie Roy
Nathalie Roy, née le 8 mai 1964 à New Carlisle, est une journaliste, avocate et femme politique québécoise. Elle est depuis novembre 2022 présidente de l'Assemblée nationale du Québec.
Elle est députée de Montarville à l'Assemblée nationale du Québec pour la Coalition avenir Québec depuis les élections du 4 septembre 2012. 
Elle est ministre responsable de la Langue française d'octobre 2018 à septembre 2019  et ministre de la Culture et des Communications d'octobre 2018 à octobre 2022.

## Biographie
Nathalie Roy naît le 8 mai 1964 à New Carlisle. Tout en travaillant comme journaliste à la radio, elle obtient un baccalauréat en droit de l’Université de Sherbrooke en 1988 et son diplôme de l’École du Barreau du Québec en 1990. En janvier 2010, elle ouvre un cabinet privé de droit pénal et criminel.
Elle travaille notamment à TQS et à Radio-Canada comme journaliste, chef d’antenne, animatrice et chef de pupitre dans le cadre de différentes émissions d’information et journaux télévisés. Productrice de nouvelles à partir de 2009, elle occupe jusqu’à 2012 un poste de cadre et organise les bulletins de nouvelles des stations TVA et LCN.

### Vie politique
Nathalie Roy est élue à l'Assemblée nationale lors des élections générales québécoises de 2012 sous la bannière de la Coalition avenir Québec dans la circonscription provinciale de Montarville. Elle défait la candidate péquiste Monique Richard, députée sortante de Marguerite-d'Youville, par plus de 2 000 voix. Le taux de participation, à 87,66 %, est un des plus élevés de l'élection, alors que la moyenne provinciale se situe à 74,6 %.
Lors des élections générales québécoises de 2014, elle est réélue avec une majorité de 1 607 voix (35,04 %) mais cette fois, sur le candidat du Parti libéral du Québec. Lors de cette élection, le Parti québécois présente un homme du milieu des affaires connu, Simon Prévost mais il finit troisième avec 26,32 % du suffrage exprimé. Le taux de participation, à 83,17 %, demeure élevé dans la circonscription alors que la moyenne provinciale diminue aussi, à 71,44 %
Le 18 octobre 2018, elle est nommée à la tête du ministère de la Culture et des Communications et ministre responsable de la Langue française.

## Fonctions parlementaires

### 40elégislature
Le 21 septembre 2012, Nathalie Roy devient la porte-parole du deuxième groupe d'opposition en matière d'éducation, de culture et de communications et pour la Charte de la langue française. Elle est membre de la Commission de la culture et de l’éducation. Lors d'une tentative de réforme de la Loi 101 par le gouvernement du Parti québécois, elle soulève quatre problèmes : l'application des règlements linguistiques des grandes entreprises aux petites, la controverse autour du statut bilingue des municipalités, la problématique des enfants des militaires, la liberté de choix linguistique quant au cégep. 
C'est elle qui pilote la critique de la Coalition dans le dossier de la Charte des valeurs. La position du parti en matière de laïcité est de s'inspirer du Rapport Bouchard-Taylor, c'est-à-dire la prohibition des signes ostentatoires pour les représentants de l'état en autorité, tel que les policiers et les juges. Devant l'absence de la volonté du Parti québécois d'accepter ce compromis, le projet de Charte des valeurs est stoppé par le déclenchement des élections générales québécoises de 2014 et l'élection subséquente du Parti libéral du Québec.

### 41elégislature
À la formation du cabinet fantôme de la Coalition avenir Québec, le 25 avril 2014, Nathalie Roy devient la porte-parole du deuxième groupe d'opposition en matière de justice et d'intégrité de laïcité et en matière de condition féminine. Subséquemment, le 2 juin 2014, elle devient présidente du caucus du deuxième groupe d'opposition et membre de la Commission des institutions. Puis, le 20 juin, elle devient membre de la Section du Québec de l'Assemblée parlementaire de la Francophonie, de la Section du Québec de l'Association parlementaire du Commonwealth et membre de la Section du Québec de la Confédération parlementaire des Amériques.
Alors que le gouvernement libéral propose son projet de loi sur la radicalisation, elle déclare que c'est « une solution insuffisante à un problème fort complexe » réclamant notamment la fin des exemptions fiscales aux organismes qui encouragent le rejet et le dénigrement des valeurs fondamentales québécoises.
À l'automne 2015, un remaniement du caucus fait en sorte que Nathalie Roy se retrouve maintenant porte-parole en matière d'immigration, de laïcité, d'intégrité et de condition féminine.

### 43elégislature
Elle est élue Présidente de l'Assemblée nationale du Québec par les députés de la 43e législature du Québec le 29 novembre 2022 et devient la 2e femme à occuper ce poste depuis Louise Harel en 2002-2003.

## Résultats électoraux
|                                                                                               | Nom                      | Parti            | Nombre de voix | %      | Maj.   |
| --------------------------------------------------------------------------------------------- | ------------------------ | ---------------- | -------------- | ------ | ------ |
|                                                                                               | Nathalie Roy (sortante)  | Coalition avenir | 19 045         | 45,9 % | 11 292 |
|                                                                                               | Daniel Michelin          | Parti québécois  | 7 753          | 18,7 % | -      |
|                                                                                               | Marie-Christine Veilleux | Québec solidaire | 6 741          | 16,2 % | -      |
|                                                                                               | Lucie Gagnon             | Libéral          | 5 090          | 12,3 % | -      |
|                                                                                               | Evans Henry              | Conservateur     | 2 124          | 5,1 %  | -      |
|                                                                                               | Jeanne Dufour            | Vert             | 601            | 1,4 %  | -      |
|                                                                                               | Isadora Lamouche         | Climat Québec    | 134            | 0,3 %  | -      |
| Total                                                                                         | Total                    | Total            | 41 488         | 100 %  |        |
| Le taux de participation lors de l'élection était de 78,6 % et 339 bulletins ont été rejetés. |                          |                  |                |        |        |

|                                                                                               | Nom                     | Parti            | Nombre de voix | %      | Maj.  |
| --------------------------------------------------------------------------------------------- | ----------------------- | ---------------- | -------------- | ------ | ----- |
|                                                                                               | Nathalie Roy (sortante) | Coalition avenir | 17 368         | 41,1 % | 7 070 |
|                                                                                               | Ludovic Grisé Farand    | Libéral          | 10 298         | 24,4 % | -     |
|                                                                                               | Daniel Michelin         | Parti québécois  | 6 820          | 16,1 % | -     |
|                                                                                               | Caroline Charette       | Québec solidaire | 6 716          | 15,9 % | -     |
|                                                                                               | Lise Roy                | NPD Québec       | 836            | 2 %    | -     |
|                                                                                               | Jean Dury               | Bloc pot         | 214            | 0,5 %  | -     |
| Total                                                                                         | Total                   | Total            | 42 252         | 100 %  |       |
| Le taux de participation lors de l'élection était de 80,4 % et 599 bulletins ont été rejetés. |                         |                  |                |        |       |